# USS Stickleback (SS-415)
USS Stickleback (SS-415) là một  tàu ngầm lớp Balao được Hải quân Hoa Kỳ chế tạo trong Chiến tranh Thế giới thứ hai. Nó là chiếc tàu chiến duy nhất của Hải quân Hoa Kỳ được đặt cái tên này, theo tên họ Cá gai. Nó đã phục vụ trong giai đoạn kết thúc Thế Chiến II, đang thực hiện chuyến tuần tra đầu tiên khi Nhật Bản chấp nhận đầu hàng vào ngày 15 tháng 8. Được cho ngừng hoạt động sau khi xung đột chấm dứt vào năm 1946, nó được huy động trở lại vào năm 1951 và được nâng cấp trong khuôn khổ Dự án GUPPY IIA để tiếp tục phục vụ trong các cuộc Chiến tranh Triều Tiên và Chiến tranh Lạnh. Trong một đợt huấn luyện chống tàu ngầm, nó mắc tai nạn va chạm với tàu hộ tống khu trục USS Silverstein và đắm ngoài khơi Oahu vào năm 1958.

## Thiết kế và chế tạo
Thiết kế của lớp Balao được cải tiến dựa trên  tàu ngầm lớp Gato dẫn trước, là một kiểu tàu ngầm hạm đội có tốc độ trên mặt nước cao, tầm hoạt động xa và vũ khí mạnh để tháp tùng hạm đội chiến trận. Khác biệt chính so với lớp Gato là ở cấu trúc lườn chịu áp lực bên trong dày hơn, và sử dụng thép có độ đàn hồi cao (HTS: High-Tensile Steel), cho phép lặn sâu hơn đến 400 ft (120 m). Con tàu dài 311 ft 9 in (95,02 m) và có trọng lượng choán nước 1.526 tấn Anh (1.550 t) khi nổi và 2.424 tấn Anh (2.463 t) khi lặn. Chúng trang bị động cơ diesel dẫn động máy phát điện để cung cấp điện năng cho bốn động cơ điện, đạt được công suất 5.400 shp (4.000 kW) khi nổi và 2.740 shp (2.040 kW) khi lặn, cho phép đạt tốc độ tối đa 20,25 hải lý trên giờ (37,50 km/h) và 8,75 hải lý trên giờ (16,21 km/h) tương ứng. Tầm xa hoạt động là 11.000 hải lý (20.000 km) khi đi trên mặt nước ở tốc độ 10 hải lý trên giờ (19 km/h) và có thể hoạt động kéo dài đến 75 ngày.
Tương tự như lớp Gato dẫn trước, lớp Balao được trang bị mười ống phóng ngư lôi 21 in (530 mm), gồm sáu ống trước mũi và bốn ống phía phía đuôi tàu, chúng mang theo tối đa 24 quả ngư lôi. Vũ khí trên boong tàu gồm một hải pháo 4 inch/50 caliber, một khẩu pháo phòng không Bofors 40 mm nòng đơn và một khẩu đội Oerlikon 20 mm nòng đôi, kèm theo hai súng máy .50 caliber. Trên tháp chỉ huy, ngoài hai kính tiềm vọng, nó còn trang bị ăn-ten radar SD phòng không và SJ dò tìm mặt biển. Tiện nghi cho thủy thủ đoàn bao gồm điều hòa không khí, thực phẩm trữ lạnh, máy lọc nước, máy giặt và giường ngủ cho hầu hết mọi người, giúp họ chịu đựng cái nóng nhiệt đới tại Thái Bình Dương cùng những chuyến tuần tra kéo dài đến hai tháng rưỡi.
Stickleback được đặt lườn tại Xưởng hải quân Mare Island ở Vallejo, California vào ngày 1 tháng 3, 1944. Nó được hạ thủy vào ngày 1 tháng 1, 1945, được đỡ đầu bởi bà John O.R. Coll, và được cho nhập biên chế cùng Hải quân Hoa Kỳ vào ngày 29 tháng 3, 1945 dưới quyền chỉ huy của Hạm trưởng, Trung tá Hải quân Lawrence G. Bernard.

## Lịch sử hoạt động

### 1945 - 1946
Sau khi hoàn tất việc trang bị vào ngày 26 tháng 5, 1945, Stickleback tiến hành chạy thử máy tại vùng biển ngoài khơi California trước khi đi sang khu vực Hawaii, nơi nó trình diện để phục vụ cùng Lực lượng Tàu ngầm Hạm đội Thái Bình Dương vào ngày 21 tháng 6. Con tàu được bổ sung thiết bị tại Trân Châu Cảng, rồi đi đến Guam vào ngày 2 tháng 8, nơi nó được huấn luyện bổ sung trước khi lên đường cho chuyến tuần tra duy nhất trong chiến tranh vào ngày 6 tháng 8. 
Stickleback chỉ hiện diện tại khu vực tuần tra trong biển Nhật Bản được hai ngày khi Nhật Bản chấp nhận đầu hàng vào ngày 15 tháng 8, giúp chấm dứt vĩnh viễn cuộc xung đột. Nó tiếp tục ở lại khu vực, và đến ngày 21 tháng 8 đã phát hiện hai bè tre chở 19 người sống sót từ tàu buôn Teihoku Maru, vốn bị tàu ngầm Jallao (SS-368) đánh chìm mười ngày trước đó. Những người sống sót được đưa lên tàu trong 18 giờ, cung cấp nước, thực phẩm và chăm sóc y tế và đưa trở lại bè gần bờ một đảo Nhật Bản.
Stickleback quay trở lại Guam vào ngày 9 tháng 9, và lên đường ngay ngày hôm sau để quay trở về Hoa Kỳ, về đến San Francisco, California vào ngày 28 tháng 9, tham gia cuộc diễu hành của Đệ Tam hạm đội chào đón Đô đốc William F. Halsey quay trở về Hoa Kỳ. Nó viếng thăm Tacoma, Washington từ ngày 24 tháng 10 đến ngày 2 tháng 11; và Esquimalt, British Columbia, Canada từ ngày 2 đến ngày 11 tháng 11; trước khi quay trở về San Francisco vào ngày 14 tháng 11. Chiếc tàu ngầm lên đường vào ngày 2 tháng 1, 1946 cho một chuyến đi sang Trân Châu Cảng. Con tàu được cho xuất biên chế vào ngày 26 tháng 6, 1946, và được đưa về Hạm đội Dự bị Thái Bình Dương, neo đậu tại Xưởng hải quân Mare Island.

### 1951 - 1958
Sau khi Chiến tranh Triều Tiên bùng nổ vào tháng 6, 1950, Stickleback được tái biên chế trở lại vào ngày 6 tháng 9, 1951 dưới quyền chỉ huy của Thiếu tá Hải quân Roy J. Robinson. Nó được điều về Hải đội Tàu ngầm 5 và hoạt động từ cảng nhà San Diego, California. Con tàu đi vào Xưởng hải quân Mare Island vào ngày 6 tháng 11, 1952, nơi nó xuất biên chế vào ngày 14 tháng 11  để được hiện đại hóa trong khuôn khổ Chương trình Công suất đẩy dưới nước lớn hơn (GUPPY IIA). Nó được nâng cấp ắc-quy, sonar, hệ thống kiểm soát hỏa lực Mark 106, và trang bị ống hơi, giúp cải thiện đáng kể tốc độ lặn dưới nước và tầm xa hoạt động. Sau khi hoàn tất công việc, nó được tái biên chế trở lại vào ngày 26 tháng 6, 1953 dưới quyền chỉ huy của Thiếu tá Hải quân Robert H. Gulmon, và gia nhập Hải đội Tàu ngầm 7 đặt căn cứ tại Trân Châu Cảng.
Rời Trân Châu Cảng vào ngày 5 tháng 1, 1954, Stickleback đi sang Yokosuka, Nhật Bản, ghé thăm Chichi Jima trên đường đi. Nó thực hiện chuyến tuần tra đầu tiên trong Chiến tranh Lạnh vào ngày 29 tháng 3, băng qua eo biển Tsugaru để tiến vào biển Nhật Bản, nơi nó trinh sát nhiều tàu bè Liên Xô cho đến khi quay trở về Yokosuka vào ngày 25 tháng 4, và về đến Trân Châu Cảng vào ngày 2 tháng 7. Đến ngày 27 tháng 7, 1955, nó lại có chuyến tuần tra Chiến tranh Lạnh thứ hai, đi đến các đảo trong chuỗi quần đảo Aleut, và trinh sát các tuyến hàng hải giữa mũi Chaplino, Liên Xô và eo biển Bearing, trinh sát nhiều tàu bè và tàu chiến Liên Xô. Nó hoàn tất chuyến tuần tra vào ngày 9 tháng 9 và lên đường quay trở về Hawaii, về đến Trân Châu Cảng mười ngày sau đó. Con tàu được đại tu tại Xưởng hải quân Trân Châu Cảng từ tháng 9, 1955 đến tháng 2, 1956.
Stickleback lại lên đường đi sang Yokosuka, Nhật Bản vào ngày 9 tháng 3, 1956, rồi thực hiện chuyến tuần tra Chiến tranh Lạnh thứ ba từ ngày 10 tháng 5 tại khu vực ngoài khơi Bắc Triều Tiên. Trục chân vịt bị hư hại buộc nó phải cắt ngắn chuyến tuần tra và quay trở về Yokosuka vào ngày 1 tháng 6. Con tàu đi đến Hong Kong vào ngày 20 tháng 6 để nghỉ ngơi trong sáu ngày, rồi tiếp tục viếng thăm Cao Hùng, Đài Loan từ ngày 3 đến ngày 7 tháng 7, sau đó nó hoạt động cùng Đội đặc nhiệm 70.7 cho đến ngày 27 tháng 7 trước khi quay về Yokosuka để bảo trì. Chiếc tàu ngầm viếng thăm Tokyo trong hai ngày, và hoạt động hai ngày trong vịnh Sagami, rồi trở lại Yokosuka vào ngày 14 tháng 8 để được bảo trì bổ sung.
Rời Yokosuka vào ngày 24 tháng 8, 1956 cho chuyến tuần tra Chiến tranh Lạnh thứ tư, Stickleback đi đến các tuyến hàng hải ngoài khơi Petropavlovsk, Liên Xô. Nó trinh sát hình ảnh và thu thập thông tin sonar của 119 tàu Liên Xô trước khi quay về Trân Châu Cảng vào ngày 10 tháng 10. Đến ngày 6 tháng 6, 1957, nó rời Trân Châu Cảng cho chuyến tuần tra Chiến tranh Lạnh thứ năm, hoạt động dọc bờ biển Siberia và tuần tra dọc các tuyến hàng hải giữa Petropavlovsk và Provideniya. Nó đã thu thập thông tin tình báo của 40 tàu Liên Xô trước khi quay về Trân Châu Cảng vào ngày 26 tháng 7.

### Bị mất

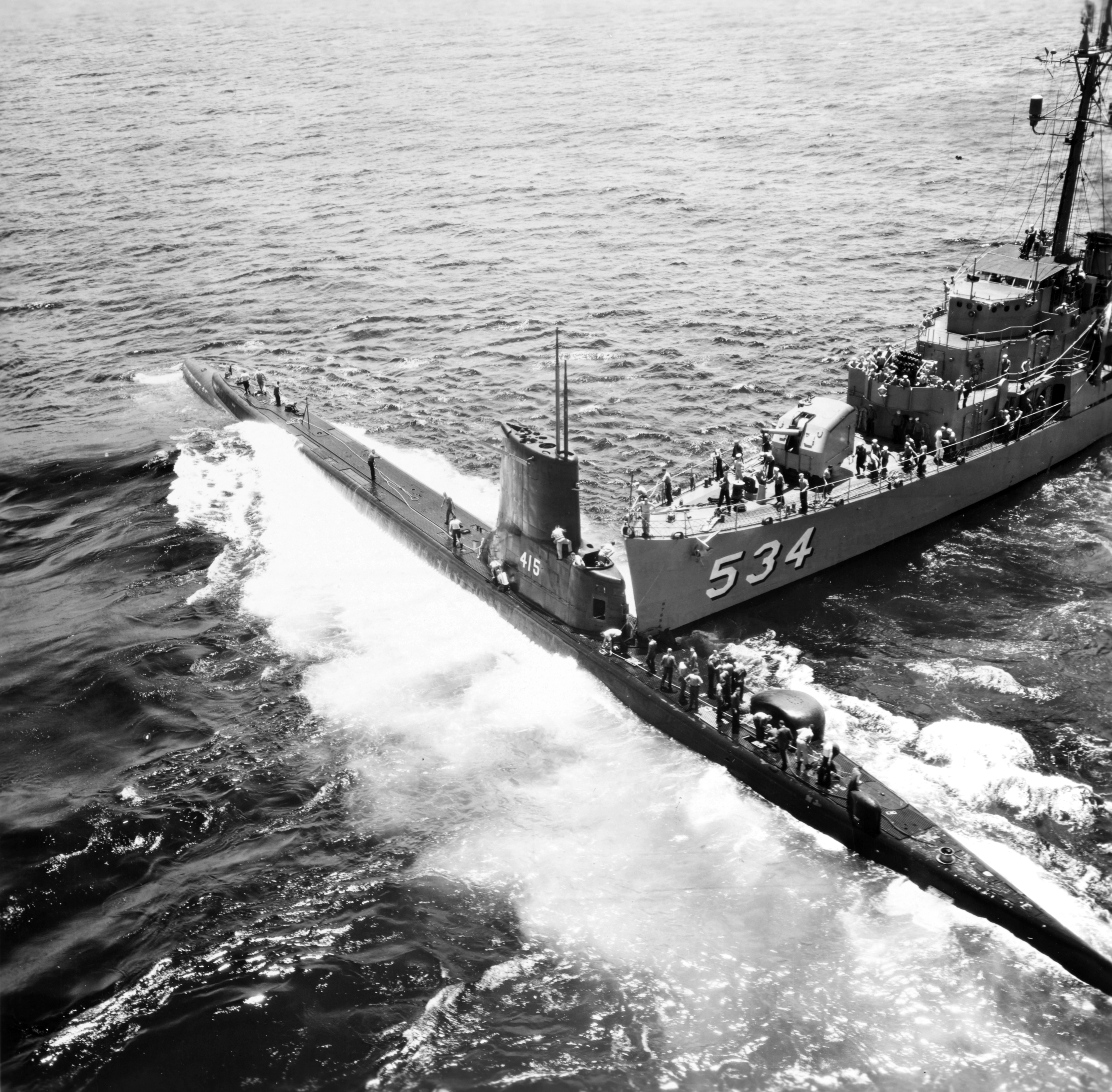
Va chạm giữa USS Stickleback (SS-415) và USS Silverstein (DE-534) vào ngày 29 tháng 5 năm 1958.

Vào ngày 28 tháng 5, 1958, Stickleback tham gia một đợt thực hành chống tàu ngầm cừng với tàu hộ tống khu trục Silverstein (DE-534) và một tàu thu hồi ngư lôi tại vùng biển Hawaii, kéo dài đến tận xế trưa ngày hôm sau. Sau khi chiếc tàu ngầm hoàn tất một lượt phóng ngư lôi mô phỏng nhắm vào Silverstein, nó mất điện và nổi lên mặt nước ngay trước mũi chiếc tàu hộ tống khu trục ở khoảng cách 200 yd (180 m). Silverstein chạy lui hết tốc độ và bẻ hết lái sang mạn trái để cố tránh va chạm, nhưng vẫn va phải chiếc tàu ngầm và làm thủng một lổ lớn bên mạn trái chiếc tàu ngầm.
Thủy thủ đoàn Stickleback được chiếc tàu thu hồi ngư lôi di tản, và mọi nỗ lực được Silverstein, Sabalo (SS-302), Sturtevant (DE-239) và Greenlet (ASR-10) tiến hành nhằm cứu chiếc tàu ngầm. Tuy nhiên các khoang lần lượt ngập nước và Stickleback đắm lúc 18 giờ 57 phút ngày 29 tháng 5, 1958, ở độ sâu 1.800 sải (3.292 m). Tên nó được rút khỏi danh sách đăng bạ Hải quân vào ngày 30 tháng 6, 1958.
Stickleback là một trong số bốn tàu ngầm của Hải quân Hoa Kỳ bị mất sau Thế Chiến II. Các chiếc kia là USS Cochino (SS-345), USS Thresher (SSN-593) và USS Scorpion (SSN-589).
Hình ảnh sonar của xác tàu đắm được công bố vào tháng 3, 2020.

## Phần thưởng
|  |  |  |
|  |  |  |

| Huân chương Chiến dịch Châu Á-Thái Bình Dương | Huân chương Chiến thắng Thế Chiến II | Huân chương Phục vụ Chiếm đóng Hải quân       |
| Huân chương Phục vụ Phòng vệ Quốc gia         | Huân chương Phục vụ Triều Tiên       | Huân chương Liên Hiệp Quốc Phục vụ Triều Tiên |